# Kniebrecht, Melibocus und Orbishöhe bei Seeheim-Jugenheim, Alsbach und Zwingenberg

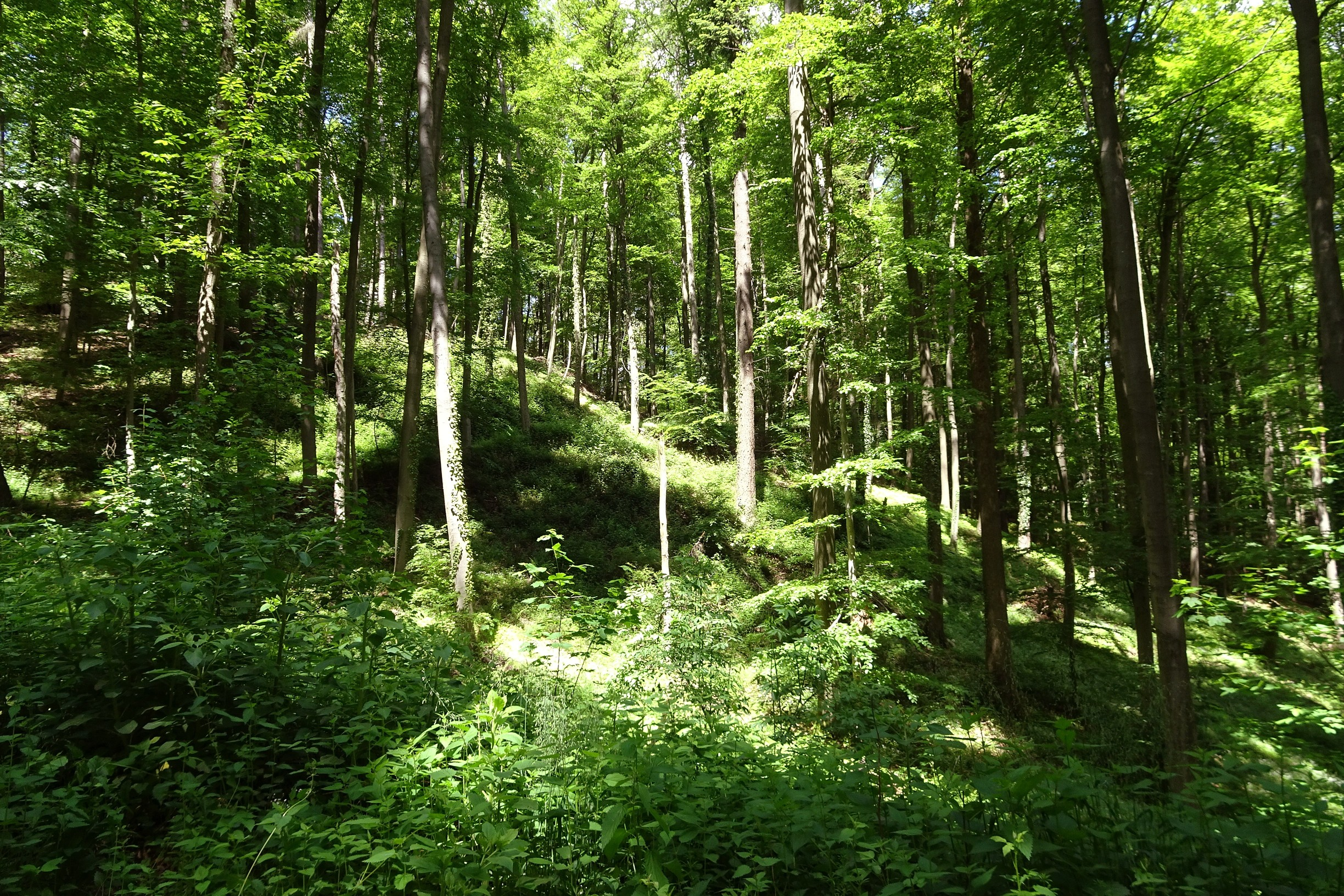
Bannwald am Osthang vom Tannenberg (2021)

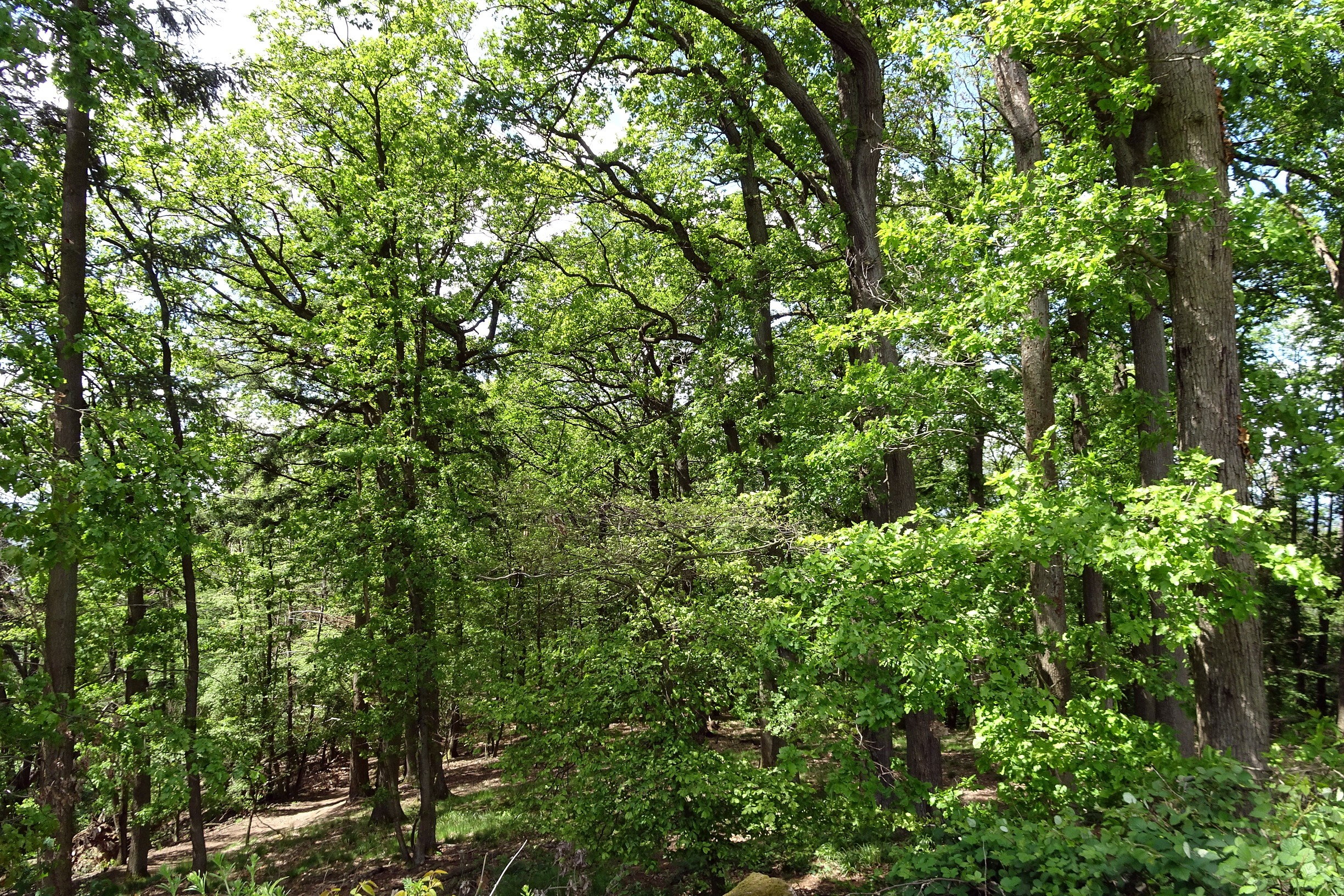
Eichenwald bei Ruine Tannenberg (2021)

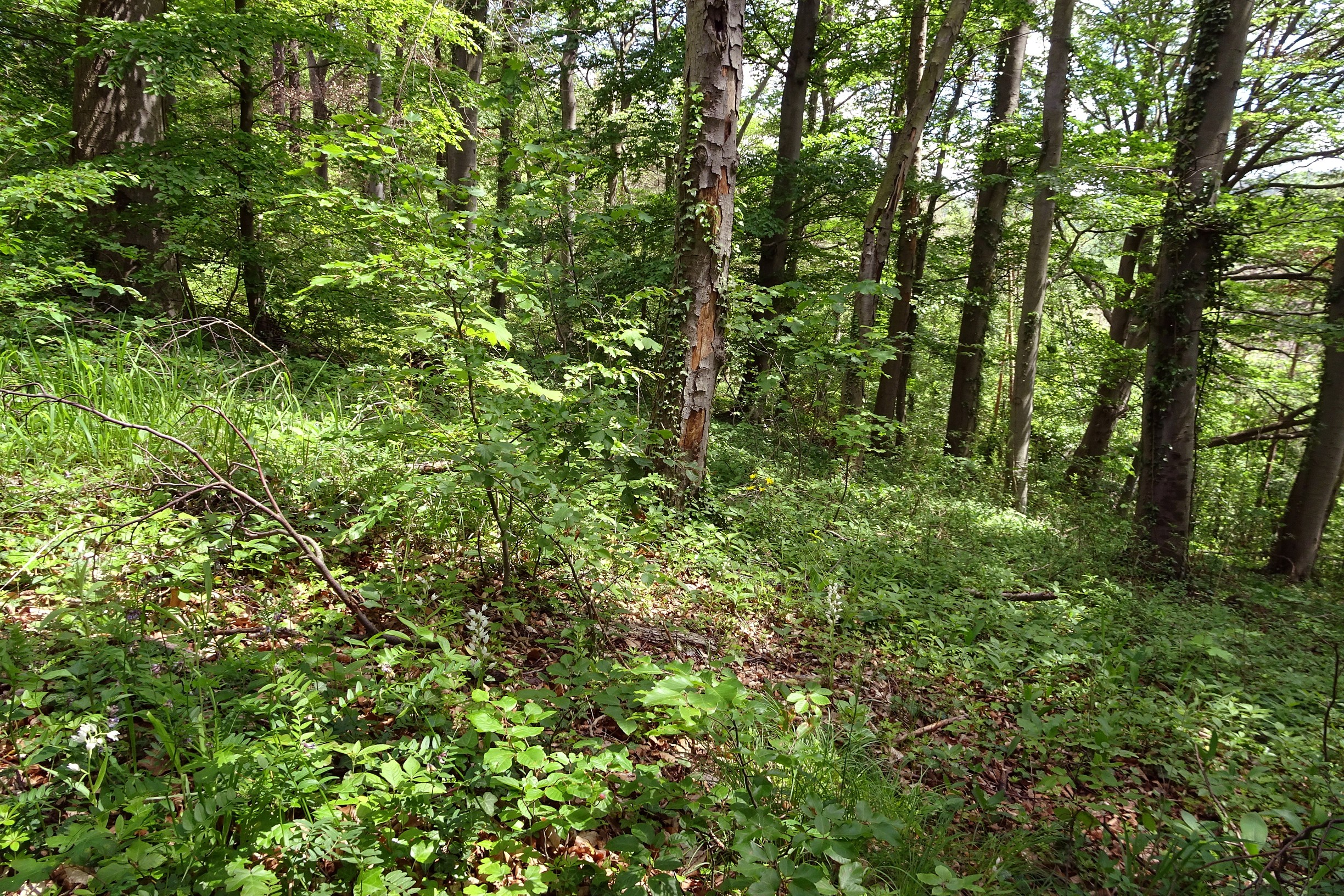
Orchideen-Buchenwald (Langblättriges Waldvöglein) zwischen Alexanderhöhe und Tannenberg (2021)

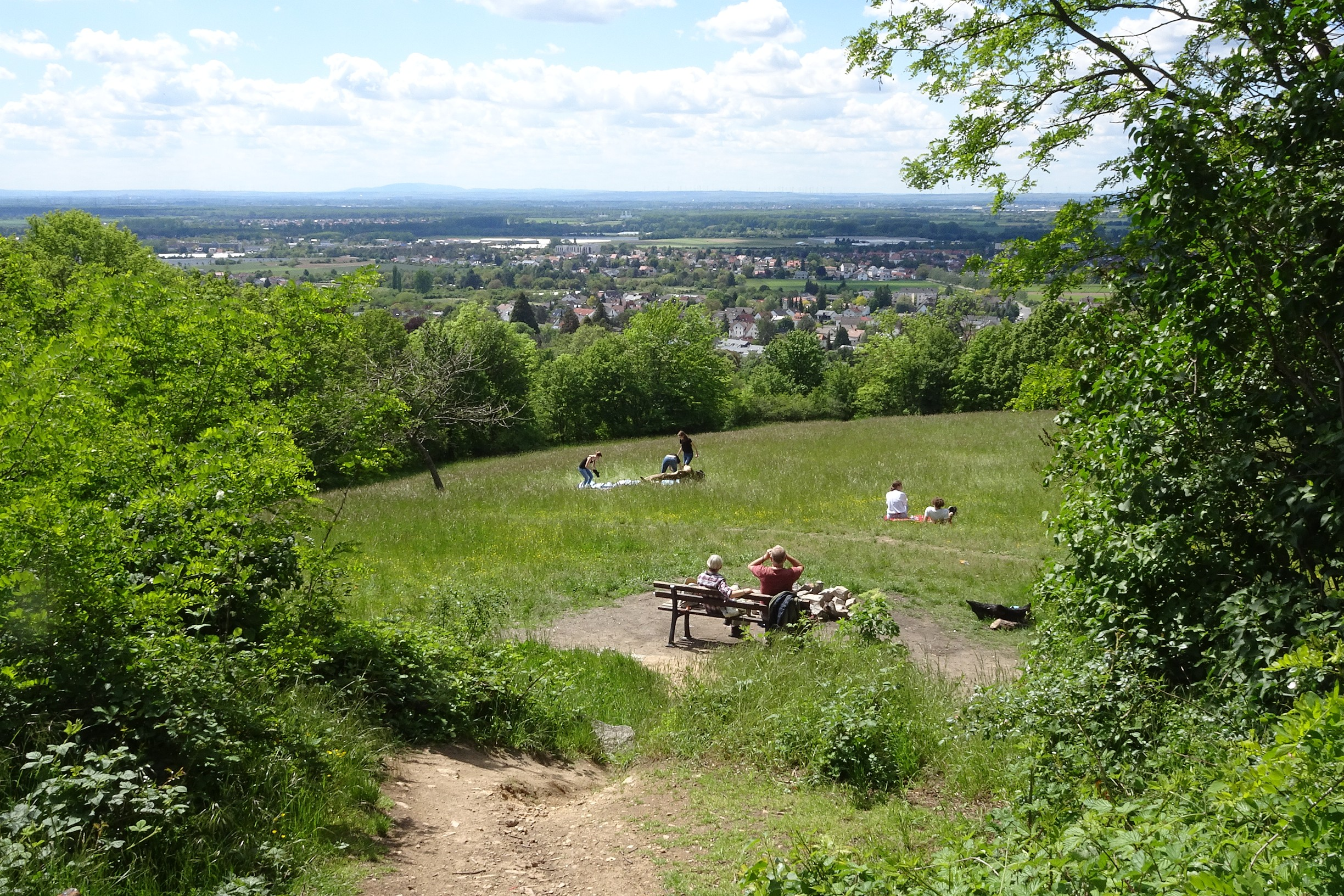
Magerwiese am Heiligenberg (2021)

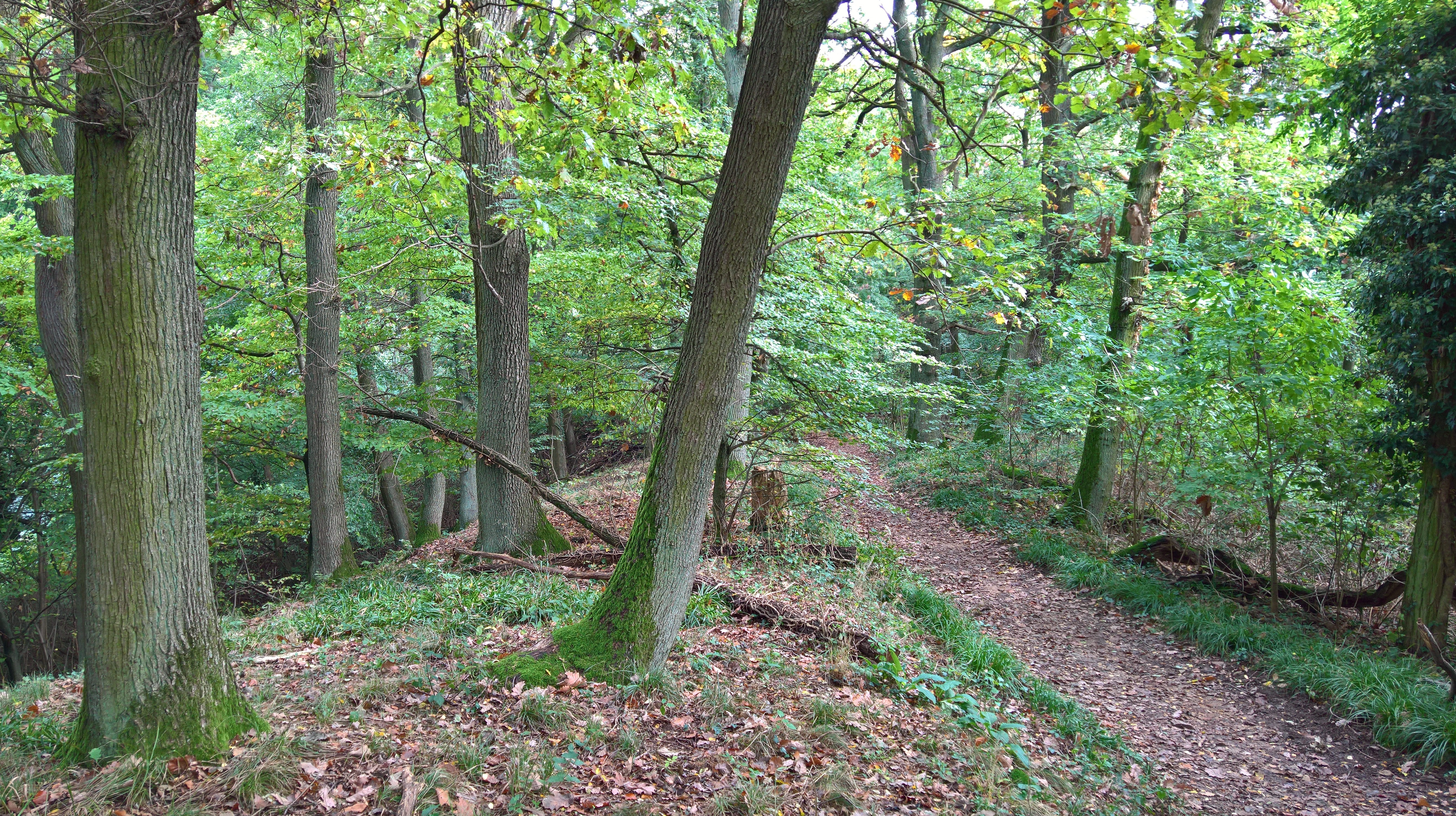
NSG Orbishöhe von Auerbach und Zwingenberg (2017)

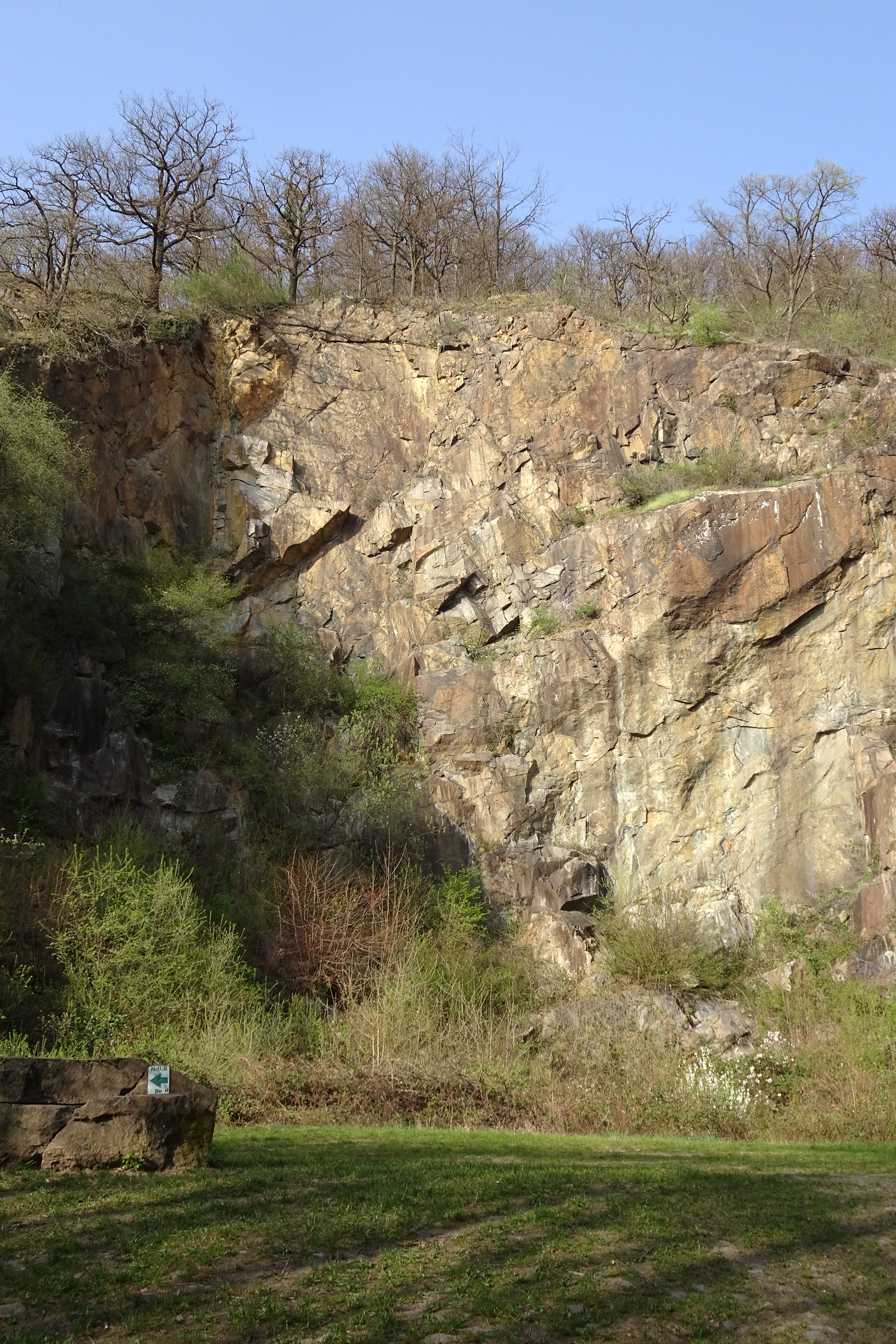
Steinbruch im Naturschutzgebiet Orbishöhe von Auerbach und Zwingenberg (2021)

Das Natura-2000-Gebiet Kniebrecht, Melibocus und Orbishöhe bei Seeheim-Jugenheim, Alsbach und Zwingenberg liegt in den Landkreisen Darmstadt-Dieburg und Bergstraße in Südhessen. Die Ausweisung als FFH-Gebiet 6217-305 erfolgte mit der Verordnung vom 16. Januar 2008 (geändert am 20. Oktober 2016). Geschützt werden naturnahe Laubwaldgesellschaften auf frischen, feuchten und trockenen Standorten mit eingestreuten Felsfluren und Halbtrockenrasen.

## Lage
Das FFH-Gebiet liegt im Übergangsbereich der Naturräume Vorderer Odenwald und Bergstraße. Es befindet sich im Gebiet der Gemeinden Seeheim-Jugenheim (Gemarkung Balkhausen, Jugenheim, Ober-Beerbach, Seeheim), Alsbach-Hähnlein (Gemarkung Alsbach) und der Städte Zwingenberg (Gemarkung Zwingenberg) und Bensheim (Gemarkung Auerbach, Hochstädten). Das Schutzgebiet erstreckt sich von 160 bis 517 Meter Meereshöhe über einen Höhenzug am Westrand des Odenwaldes.
Es besteht aus drei Teilbereichen mit einer Gesamtfläche von 953,9 Hektar. Der nördliche Teil umfasst die Alexanderhöhe, Tannenberg (339 m) und Kniebrecht. Südlich des Stettbachtals schließt der Bereich Heiligenberg, Marienberg (331 m) und Goschenrod an. Im Süden folgt der größte Teilbereich mit den Erhebungen Bayernhöhe (331 m), Darsberg (374 m), Melibokus (517 m) und Burgwald (309 m). Dieser Teil schließt auch das Naturschutzgebiet „Orbishöhe von Auerbach und Zwingenberg“ ein.

## Beschreibung
Der Gebirgszug besteht aus Granitgestein, am westlichen Gebirgsrand existieren teils mächtige Lössauflagen. Die ausgedehnten Waldflächen des Schutzgebietes werden seit langer Zeit als Hochwald genutzt. Der größte Teil ist Rotbuchenwald, in geringerem Umfang gibt es auch wärmeliebende Eichenwälder, Bach-Erlen-Eschenwälder und naturnahen Blockschuttwald. Stellenweise wurden lebensraumfremde Nadelhölzer angepflanzt. Bemerkenswert sind kleine Flächen mit Resten von Halbtrockenrasen im Bereich ehemaliger Weinberge und am Steinbruch der Orbishöhe. Am Heiligenberg und im Stettbachtal finden sich artenreiche Magerwiesen auf kalkreichem Lössboden.

## Flora und Fauna
Die schutzwürdigen Waldbereiche sind größtenteils Waldmeister-Buchenwald, in der Krautschicht wachsen typischerweise Waldmeister, Buschwindröschen, Wald-Flattergras, Einblütiges Perlgras, Wald-Schwingel und Wald-Segge. An bodensauren Standorten dominiert Hainsimsen-Buchenwald mit Weißlicher Hainsimse, Draht-Schmiele und Heidelbeere. Nur kleinflächig kommen weitere wertvolle Waldlebensraumtypen vor: Auf den kalkreichsten Böden findet sich mitteleuropäischer Orchideen-Kalk-Buchenwald, der durch Weißes Waldvöglein, Langblättriges Waldvöglein, Blaugrüne Segge und Maiglöckchen gekennzeichnet ist. An blockreichen Hängen wachsen Schlucht- und Hangmischwälder, außerdem gibt es Labkraut-Eichenwälder.
In den artenreichen Magerwiesen gedeihen Wiesen-Salbei, Kleiner Wiesenknopf und Knolliger Hahnenfuß. Die Fragmente von Halbtrockenrasen zeichnen sich durch seltene Pflanzenarten aus, unter anderem Gold-Aster, Blaugrünes Labkraut, Gelber Zahntrost, Steppen-Lieschgras, Aufrechter Ziest, dazu kommen Arten wärmeliebender Säume wie Blutroter Storchschnabel, Rauer Alant, Hirschwurz-Haarstrang und Schwalbenwurz. In der Felswand des Steinbruchs bilden verschiedene Farnarten eine Felsspaltenvegetation.
Im Gebiet leben zahlreiche Vogelarten, darunter Uhu, Schwarzspecht, Wanderfalke und Rotmilan. Unter den Insekten sind der Hirschkäfer und der Schmetterling Russischer Bär bemerkenswert. Im Stettbachtal kommen nach neueren Beobachtungen auch Heller Wiesenknopf-Ameisenbläuling und Dunkler Wiesenknopf-Ameisenbläuling vor.

## Erhaltungs- und Schutzziele
In dem FFH-Gebiet sollen folgende Lebensraumtypen erhalten werden:
- 6212 Naturnahe Kalk-Trockenrasen und deren Verbuschungsstadien (Festuco-Brometalia)
- 6510 Magere Flachland-Mähwiesen (Alopecurus pratensis, Sanguisorba officinalis)
- 8220 Silikatfelsen mit Felsspaltenvegetation
- 9110 Hainsimsen-Buchenwald (Luzulo-Fagetum)
- 9130 Waldmeister-Buchenwald (Galio-odorati-Fagetum, früher Asperulo-Fagetum)
- 9150 Mitteleuropäischer Orchideen-Kalk-Buchenwald (Cephalanthero-Fagion)
- 9170 Labkraut-Eichen-Hainbuchenwald (Galio-Carpinetum)
- 9180 (*) Schlucht- und Hangmischwälder (Tilio-Acerion)

Als Erhaltungsziele der Arten nach Anhang II der FFH-Richtlinie werden folgende Tiere und Pflanzen genannt:
- Lucanus cervus (Hirschkäfer)
- Euplagia quadripunctaria (Russischer Bär oder Spanische Flagge)
- Dicranum viride (Grünes Besenmoos)

Der Maßnahmenplan ergänzt zudem:
- Maculinea nausithous (Dunkler Wiesenknopf-Ameisenbläuling)
- Maculinea teleius (Heller Wiesenknopf-Ameisenbläuling)

## Pflege und Bewirtschaftung
Ein Bewirtschaftungsplan regelt die nötigen Bewirtschaftungsweisen und Pflegemaßnahmen. In den Wäldern sollen naturnahe und strukturreiche Bestände gefördert werden, die stehendes und liegendes Totholz, Höhlenbäume sowie lebensraumtypische Baumarten in verschiedenen Entwicklungsstufen und Altersphasen aufweisen. Ein großer Anteil der Waldfläche (342,5 ha) wird als Kernfläche Naturschutz ganz aus der Nutzung genommen und der natürlichen Entwicklung überlassen.

## Tourismus und Naherholung
Das ganze Gebiet hat eine große Bedeutung für Freizeit und Erholung. Stark besuchte Ausflugsziele sind insbesondere das Auerbacher Schloss, das Alsbacher Schloss, Schloss Heiligenberg, die Burgruine Tannenberg sowie der Gipfel des Melibokus mit seinem Aussichtsturm. Zahlreiche Wanderwege durchziehen die Waldbereiche, unter anderem der Alemannenweg und der Nibelungensteig. Die Verkehrssicherungspflicht an Wanderwegen, Straßen und Parkplätzen kann im Einzelfall zu Konflikten mit den Erhaltungszielen führen.